# 希泽
希泽（法語：Chizé，法語發音：[ʃize]）是法国德塞夫勒省的一个市镇，属于尼奥尔区。

## 地理
希泽（46°6'56"N, 0°20'51"W）面积23.5 平方千米，位于法国新阿基坦大区德塞夫勒省，该省份为法国西部内陆省份，北起曼恩-卢瓦尔省，西接旺代省，南至夏朗德省和滨海夏朗德省，东临维埃纳省。
与希泽接壤的市镇（或旧市镇、城区）包括：布托讷河畔当皮埃尔、拉维勒迪约、贝勒河畔瑟孔迪涅、勒韦尔、维利耶昂布瓦。

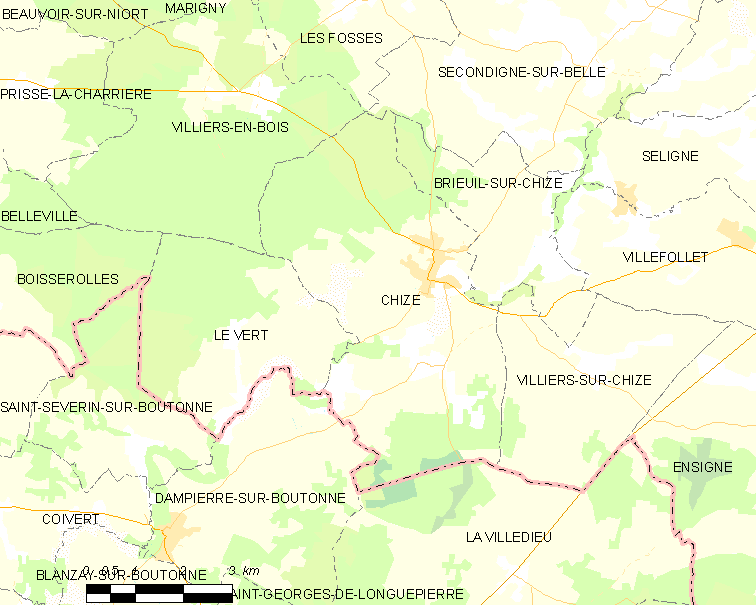
希泽的OSM定位图

希泽的时区为UTC+01:00、UTC+02:00（夏令时）。

## 行政
希泽的邮政编码为79170，INSEE市镇编码为79090。

## 政治
希泽所属的省级选区为米尼翁-布托讷县。

## 人口

1962-2008年间希泽人口变化图示

希泽于2022年1月1日时的人口数量为843人。